# Safarali Velibekov
Safarali Velibeyov in azero Səfərəli bəy Həsən bəy oğlu Vəlibəyov (Shusha, 1861 – Baku, 31 agosto 1902) è stato un insegnante, pubblicista e traduttore azero.

## Biografia
Safarali Velibeyov nacque nel 1861 nella città di Shusha in una famiglia dell'aristocrazia locale, figlio del Sheikh Hasan bey Velibeyov e di sua moglie, Aina Khanum. Compì i propri studi presso un mollakhana (una scuola annessa a una moschea), dove ebbe modo di apprendere il persiano e l'arabo. Si diplomò nel 1879 a Shusha.
A 17 anni, incontrò Alexei Chernyaevsky, un ispettore della nuova filiale azera del seminario per insegnanti transcaucasici che era in viaggio per il Transcaucaso per reclutare i primi studenti per la sua nuova istituzione. Dopo aver parlato con Velibeyov ed essersi accertato delle sue capacità e del suo alto livello di formazione, Chernyaevsky lo invitò a Gori e lo ammise immediatamente alla seconda classe del seminario.
Velibeyov si diplomò in due anni al seminario per insegnanti transcaucasici, diventando nel 1881, insieme a Teymur Bayramalibekov e Mirza Khalilov, il primo laureato azerbaigiano. Si impegnò attivamente per la divulgazione del cosiddetto "usuli-jadid", un nuovo metodo educativo che egli contribuì a diffondere tra gli azeri che prevedeva una riforma della lingua in maniera più scorrevole per il parlato, distaccandosi però dal rigore antiquato in uso presso le scuole religiose tradizionali. Collaborò a tale fine col suo insegnante e mentore A. O. Chernyaevsky, sulla base dei principi pedagogici proposti dal fondatore della pedagogia scientifica russa K. D. Ushinsky.
Nel 1883, Velibeyov, a soli 21 anni, a Shusha, decise di aprire una scuola dimostrativa gratuita per bambini analfabeti di classi diverse così da mostrare anche ai tradizionalisti tutti i vantaggi del nuovo metodo di insegnamento che egli andava proponendo. Velibeyov ottenne come sede il palazzo della figlia dell'ex khan del Karabakh, la principessa e poetessa Khurshid Banu Natavan che ne patrocinò l'opera.
Nel 1884 Velibeyov, di propria iniziativa, studiò e tradusse dall'originale manoscritto azerbaigiano in russo il saggio storico del XVII secolo "Derbend-Name" che descriveva la storia medievale del Daghestan e dello Shirvan, diventando, insieme ad Abbas-Kuli-aga Bakikhanov ed a Mirza Kazembek, uno dei tre scienziati coinvolti nella traduzione dettagliata, nello studio e nella pubblicazione di quest'opera nel XIX secolo.
Nel 1885 Velibeyov incontrò il famoso educatore, pubblicista ed editore tartaro Ismail Gasprinsky, che venne a Gori proprio per interessarsi al suo metodo educativo nel corso del suo viaggio in Transcaucasia. I due strinsero una profonda amicizia.
Nel 1888 Velibeyov divenne coautore (insieme ad A. O. Chernyaevsky) della seconda parte del libro di testo "Veten Dili" ("Parlare nativo"), una sorta di sussidiario dedicato ai bambini della scuola primaria azera che rimase tale per quasi quarant'anni dalla sua pubblicazione. Nel 1889, sempre per gli studenti della scuola primaria, pubblicò l'opera "Gudreti-Khuda" ("L'onnipotenza di Dio"), libro di lettura con testi brevi e comprensibili che divenne uno dei primi manuali di lettura elementare in lingua azerbaigiana.
Nel 1890, insieme a Firidun bey Kocharli, Velibeyov fece un viaggio a Bakhchisarai di dieci giorni.
Nel 1890, Velibeyov pubblicò la sua prima enciclopedia dal titolo "Khazinei-Ekhbar" ("Tesoro della conoscenza") con articoli di letteratura, storia, geografia, etnografia e personaggi famosi.
Oltre all'insegnamento ed alle attività educative, Velibeyov si occupò di giornalismo, traduzioni, e raccolse opere d'arte popolare e orale azera che tradusse in russo.
Nel 1896 Safarali pubblicò un libro di testo per la lettura in persiano dal titolo "Isuli-Jedid Lisani Farsi" ("Un nuovo metodo di apprendimento della lingua persiana") destinato alle scuole elementari in Azerbaigian, Persia e Bukhara.
Safarali bey Velibeyov morì all'età di 42 anni il 31 agosto 1902 nella città di Baku per una malattia cardiaca.